# Besse (Dordogne)
Besse (occitanisch: Beça) ist eine kleine französische Gemeinde mit 153 Einwohnern (Stand 1. Januar 2022) im Département Dordogne in der Region Aquitanien.

## Lage
Besse liegt in der Landschaft Périgord noir am östlichen Rand der Region Aquitanien sieben Kilometer nördlich von Villefranche-du-Périgord.

## Bevölkerungsentwicklung
| Jahr      | 1968 | 1975 | 1982 | 1990 | 1999 | 2006 | 2016 |
| Einwohner | 191  | 207  | 183  | 171  | 163  | 152  | 156  |

## Geschichte
Über die Geschichte des kleinen Ortes ist nur wenig bekannt. Angeblich hat ein germanischer Volksstamm der Völkerwanderungszeit (die Besses) den Ort gegründet, der im Jahre 732 von den Sarazenen und im Jahre 880 von den Normannen geplündert worden sein soll. Im Umfeld einer ehemaligen Burg, dem heutigen Château de Besse, dürfte sich allmählich der Ort entwickelt haben. Schlackenfunde in der Umgebung weisen auf frühe Metallverarbeitung hin.

## Sehenswürdigkeiten

### Sonstige
- Château de Besse (16. und 18. Jahrhundert)
- Dolmen und megalithischer Cromlech bestehend aus 13 Steinen (12 Ringsteine, 1 Zentralstein)